# Gorska pokrajina Vuji
Gorovje Vuji ali Vujišan (kitajsko: 武夷山; pinjin: Wǔyí Shān; Pe̍h-ōe-jī: Bú-î-soaⁿ) je gorovje v prefekturi Nanping, v severni provinci Fudžjan blizu meje s provinco Džjangši na Kitajskem. Najvišji vrh na tem območju je gora Huangang z 2158 metri na meji med provincama, zaradi česar je najvišja točka obeh provinc; najnižje nadmorske višine so okoli 200 metrov. Veliko oolong in črnih čajev se goji v gorovju Vuji, vključno z Da Hong Pao ('velika rdeča obleka', 大紅袍)) in lapsang součong, in se prodajajo kot čaj Vuji. Gorovje je po vsem svetu znano po svojem statusu zatočišča več redkih in endemičnih rastlinskih vrst, dramatičnih rečnih dolinah ter številnih pomembnih templjih in arheoloških najdiščih v regiji ter je na Unescovem seznamu svetovne dediščine.
Gorovje Vuji je med mestom Vujišan v prefekturi Nanping v severozahodni provinci Fudžjan in mestom Vujišan v mestu Šangrao v severovzhodni provinci Džjangši.

## Opis

### Svetovna dediščina
Gore so od leta 1999 uvrščene na Unescov seznam svetovne dediščine zaradi kulturnih, slikovitih in biotskih vrednosti.
Območje ima skupno površino 99.975 hektarjev in je razdeljeno na štiri osrednje dele. Tri so ekološke: ekološko varstveno območje Nine-bend Stream (36.400 ha) v središču, ki ga obdaja nacionalni naravni rezervat Vujišan (56.527 ha) na zahodu in nacionalno slikovito območje Vujišan (7000 ha) na vzhodu. Četrto, kulturno ohranjeno območje, je Zaščitno območje za ostanke starodavne dinastije Han (48 ha), približno 15 km jugovzhodno od ostalih. Ti osrednji deli so obdani z dodatnim varovalnim pasom 27.888 ha. Deli nacionalnega naravnega rezervata Vujišan so strožje zaščiteni, kot sta biosferna rezervata Fudžjan in Džjangši Vujišan na obeh straneh meje province, v okviru Unescove svetovne mreže biosfernih rezervatov.

### Geologija
Regija je del katazijskega gubastega sistema in je doživela visoko vulkansko aktivnost in nastanek velikih prelomnih struktur, ki so bile nato podvržene eroziji zaradi vode in vremenskim vplivom. Za pokrajino so značilne čudovite vijugaste rečne doline, ki jih obdajajo stebričaste ali kupolaste pečine ter jamski sistemi. Vrhovi v zahodnem delu gorovja Vuji so običajno sestavljeni iz vulkanskih ali plutonskih kamnin, medtem ko so vrhovi in hribi na vzhodnem območju sestavljeni iz rdečega peščenjaka (zlasti na vzhodu) z zelo strmimi pobočji, vendar ravnimi vrhovi (oblika Danšja). V litologiji temeljne kamnine v Vuji Šanu prevladujejo tuf, riolit in granit v zahodnem delu. Rdeči peščenjak je pogost bolj vzhodno. Nadmorska višina se giblje od 200 m do 2158 m. Teren je razgiban s pečinami in visokimi vrhovi. V gorah so številne kaverne, nekatere so bile raziskane in odprte za javnost.
Reka Džiuču Ši (prev. 'reka z devetimi zavoji'; tudi reka Džiuču), dolga približno 60 kilometrov, se vije v globoki soteski med temi griči. V večini krajev je to počasen, plitev potok, ploven le z majhnimi plovili, kot so čolni na vesla in kanuji. Vendar pa se reka na eni točki zoži na le nekaj metrov, vendar globoka 80 metrov.

### Podnebje
Gorovje Vuji deluje kot zaščitna ovira pred dotokom hladnega zraka s severozahoda in zadržuje topel vlažen zrak, ki izvira iz morja. Posledica tega je vlažno podnebje (vlažnost 80 do 85 %) z veliko količino padavin (letno povprečje 2200 milimetrov na jugozahodu in 3200 milimetrov na severu) in pogostimi meglami. V nižjih nadmorskih višinah se letne temperature gibljejo med 12 °C in 18 °C.
Območje je relativno neonesnaženo. Kitajska vlada je svojo prvo postajo za spremljanje kakovosti zraka na tem območju postavila 31. januarja 2005.
Nižje lege imajo vlažno subtropsko podnebje s povprečno letno temperaturo okoli 18 °C in povprečno letno količino padavin najmanj 220 cm. Na višjih nadmorskih višinah prevladujejo hladnejše in vlažne razmere, na najvišjih vrhovih pa so zime lahko snežene.

## Biotska raznovrstnost

### Rastlinstvo
Gorovje Vuji je največji in najbolj reprezentativen primer kitajskih subtropskih gozdov in biotske raznovrstnosti južnokitajskega deževnega gozda. Ekologija regije je preživela pred ledeno dobo pred približno 3 milijoni let. Biologi že od leta 1873 na tem območju izvajajo terenske raziskave.
Vegetacija območja je močno odvisna od nadmorske višine. V nižjih legah prevladujejo širokolistni zimzeleni gozdovi; njihove drevesne vrste se v višjih legah umaknejo listavcem in zimzelenim drevesom z iglicami. Razdeljen je v 11 širokih kategorij:
- Zmerni iglasti gozd
- Topel iglasti gozd
- Zmerni široki in iglasti mešani gozdovi
- Listopadni in širokolistni gozd
- Zimzelen širokolistni in listopadni mešani gozd
- Zimzeleni širokolistni gozd
- Bambusov gozd
- Listopadni širokolistni grmovni gozd
- Zimzeleni širokolistni grmovni gozd
- Grmičje
- Travniška stepa

Najpogostejši so zimzeleni širokolistni gozdovi, od katerih nekateri predstavljajo največja preostala območja vlažnih subtropskih gozdov na svetu. Za to regijo so poročali o višjih rastlinah iz 284 družin, 1107 rodov in 2888 vrst ter o 840 vrstah nižjih rastlin in gliv. Najpogostejše drevesne družine so bukev (Fagaceae), lovor (Lauraceae), kamelija (Theaceae), magnolija (Magnoliaceae), Elaeocarpaceae in hamamelis (Hamamelidaceae).

### Živalstvo
Favna gorovja Vuji je znana po veliki raznolikosti, ki vključuje številne redke in nenavadne vrste. Skupno je bilo za to območje prijavljenih približno 5000 živalskih vrst. Od teh vrst je 475 vretenčarjev in 4635 žuželk. Število vrst vretenčarjev je razdeljeno na naslednji način:
|          | Družine | Vrste |
| -------- | ------- | ----- |
| sesalci  | 23      | 71    |
| ptiči    | 47      | 256   |
| plazilci | 13      | 73    |
| dvoživke | 10      | 35    |
| ribe     | 12      | 40    |

Devetinštirideset vrst vretenčarjev je endemičnih za Kitajsko, tri pa so endemične za gorovje Vuji. Slednje so ptič Davidova kratkorepa papiga (Neosuthora davidiana), papeževa bodičasta krastača (Vibrissaphora liui) in kitajska bambusova kača Pseudoxenodon karlschmidti (družina Colubridae). Druge znane ogrožene vrste na tem območju so južnokitajski tiger (Panthera tigris amoyensis), dimasti leopard (Neofelis nebulosa), dlakavi muntjac (Muntiacus crinifrons), celinski serov (Capricornis milneedwardsii – kozja antilopa), Cabotov tragopan (Tragopan caboti), Elliotov fazan (Syrmaticus ellioti), kitajski velikanski močerad (Andrias davidianus) in zlati kaiser-i-hind (Teinopalpus aureus – metulj lastovičji rep).

## Človeška zgodovina in kultura
Človeški poselitvi na pobočju gore Vuji je mogoče slediti 4000 let nazaj po arheoloških ostankih. Med dinastijo Zahodni Han je bilo starodavno mesto Čengkun prestolnica kraljestva Minjue. V 7. stoletju je bila palača Vuji zgrajena za cesarje za izvajanje žrtvenih dejavnosti, kraj, ki ga turisti lahko obiščejo še danes. Gore so bile pomembno središče taoizma in pozneje budizma. Najdeni so bili ostanki 35 akademij, postavljenih od obdobja severne pesmi do dinastije Čing, in več kot 60 taoističnih templjev in samostanov. Vendar je večina teh ostankov zelo nepopolnih. Nekatere izjeme, za katere so ohranjeni avtentični ostanki, so tempelj Taojuan, palača Vanian, dvorana Sančing, tempelj Tjančeng, tempelj Baijun in tempelj Tjanšin. Območje je zibelka neokonfucijanizma, toka, ki je postal zelo vpliven od 11. stoletja.

### Slovesnosti
Klic gora in Odprte gore sta slovesnosti v cesarskem čajnem vrtu Vuji. Okrajni sodnik je vodil slovesnost Klica gora na dan Džingdže (惊蛰). Na uradni slovesnosti sadilci čaja skupaj kličejo »čaj, čaj, kalček«. S tem molijo za blagoslove pri žetvi čaja.

### Obroki za prestopno leto
Posebni obroki v prestopnem letu se imenujejo obroki Liu Čin (六亲). Vsako prestopno leto in prestopni mesec morajo starši in bratje povabiti svoje poročene hčere in sestre, da se vrnejo in obedujejo s prvotno družino. Ko so starši živi, naredijo povabilo; sicer to počnejo bratje.

### Turizem
Število obiskovalcev območja se je povečalo s približno 424.000 leta 1993 na 700.000 leta 1998. Najbolj priljubljena dejavnost je vožnja s raftom po reki Devetih ovinkov. Druga velika zanimivost je jama Fuši, kjer je najožji prehod – Thread of Sky – manjši od 40 centimetrov, razpoka, odprta na površje zgoraj. Nekaj ur stran je Skala rjovečega tigra, kjer veter, ki piha v jamo, povzroči ropotanje. Bližnji tempelj Tian Čeng, zgrajen leta 1707, ima velik skalni reliefni kip kitajske boginje usmiljenja, vklesan neposredno v pobočje gore. Še dve raziskani jami na tem območju sta jama Ling in jama Feng. Vsaj eno podjetje za vodene izlete organizira kombinirane izlete do več teh gorskih značilnosti. Dostop obiskovalcev do varstvenih območij biotske raznovrstnosti v gorah je nadzorovan.

## Čaj
Gorovje Vuji ima dolgo zgodovino gojenja čaja. Štiri najbolj znane sorte čaja Vuji se imenujejo čaji Si Da Ming Cong ('štiri velike sorte'): Da Hong Pao ('Velika rdeča halja'), Tie Luo Han ('Iron Arhat'), Bai Jiguan ('Beli petelinji glavnik') in Shui Jin Gui ('Zlata vodna želva'). S tega območja izvira tudi Lapsang souchong.

### Opera nabiranja čaja
Območje gorovja Vuji je rojstni kraj opere nabiranja čaja. Predstave, ki so se razvile iz lokalnih ljudskih plesov in pesmi, so komične in se osredotočajo na vsakdanje življenje v regiji pridelave čaja. Opera nabiranja čaja odseva izrazito podeželsko naravo in osnove kulture Haka. Zaradi tega je postala priljubljena v lokalnem okolju.

### OddajaImpression Da Hong Pao
Impression Da Hong Pao kot edina obsežna pokrajinska oddaja v živo na svetu, ki prikazuje kitajsko čajno kulturo, predstavlja zgodovino čaja in različne postopke priprave čaja okoli čajne kulture gore Vuji. Ta je dolga 70 minut in se odvija v popolnoma odprti pokrajini, zaradi česar je prvo »gledališče pokrajine okolice« na svetu.